# Lista de submarinos da Armada Espanhola
A lista de submarinos da Armada Espanhola, reúne submarinos comissionados ou operados pela Armada Espanhola, ao longo dos anos.

Emblema da divisão da Unidades Submarinas da Armada Espanhola.

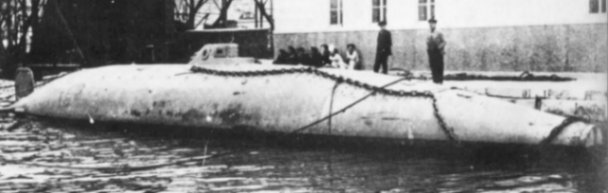
Torpedero submarino de Peral, 1888

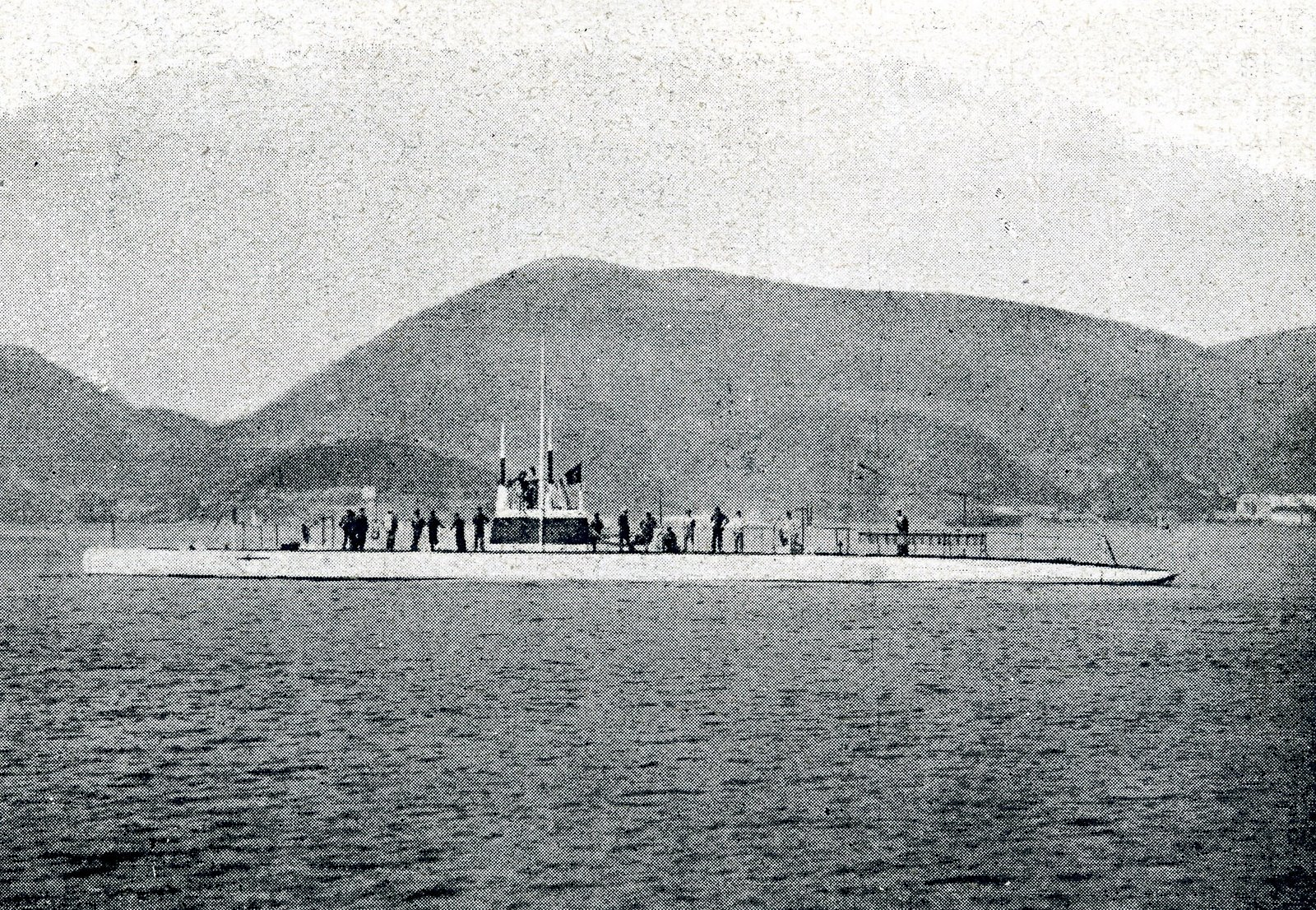
Submarino Cosme García (A-2)

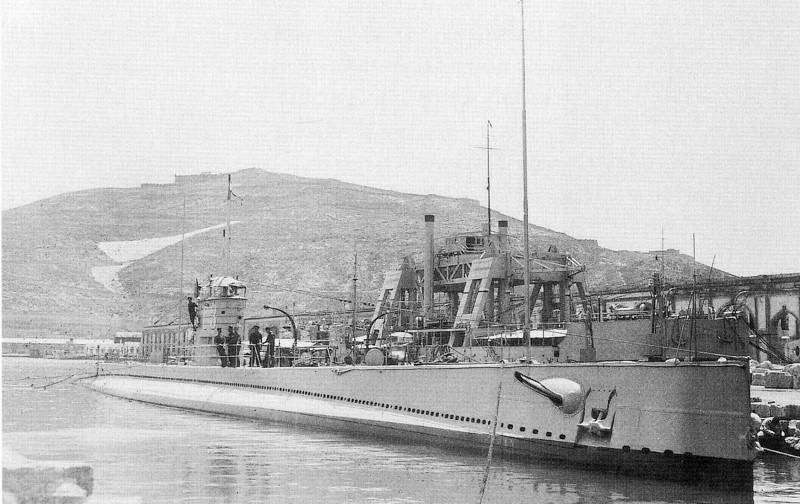
C3

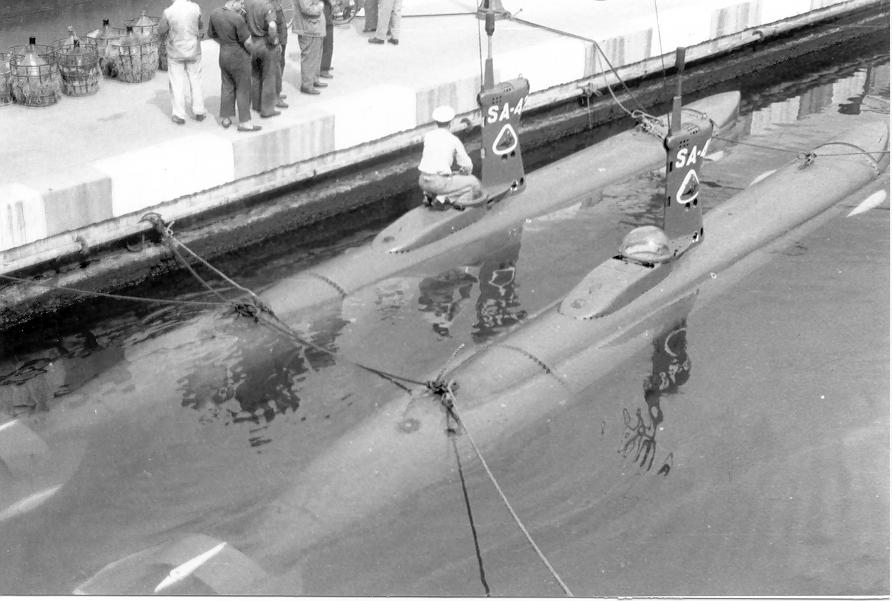
minisubmarinos de ataque de clase Foca

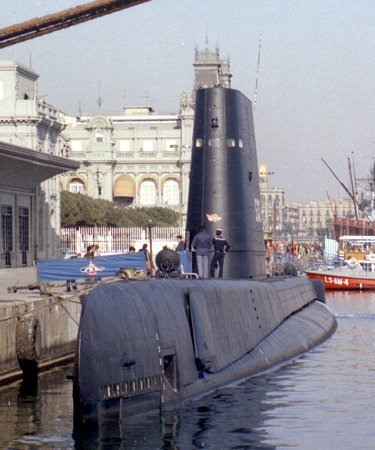
Isaac Peral (S-32)

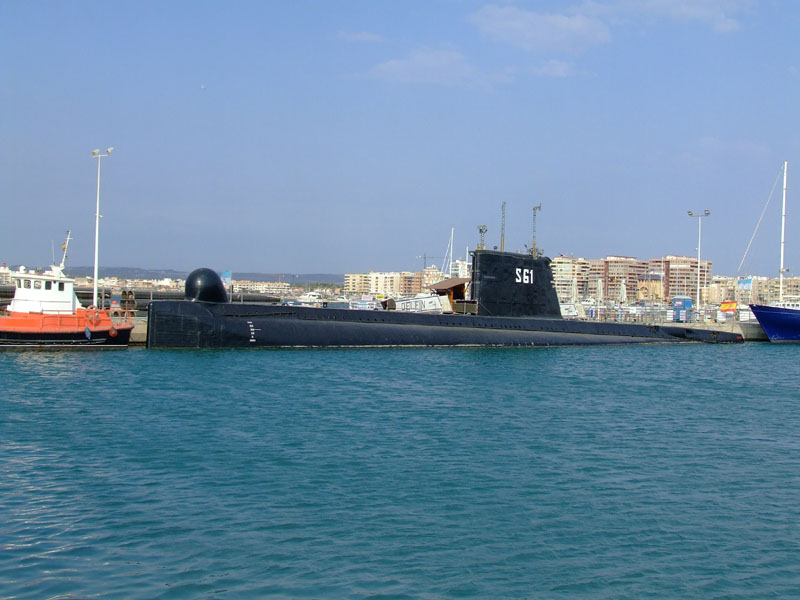
Delfín (S-61)

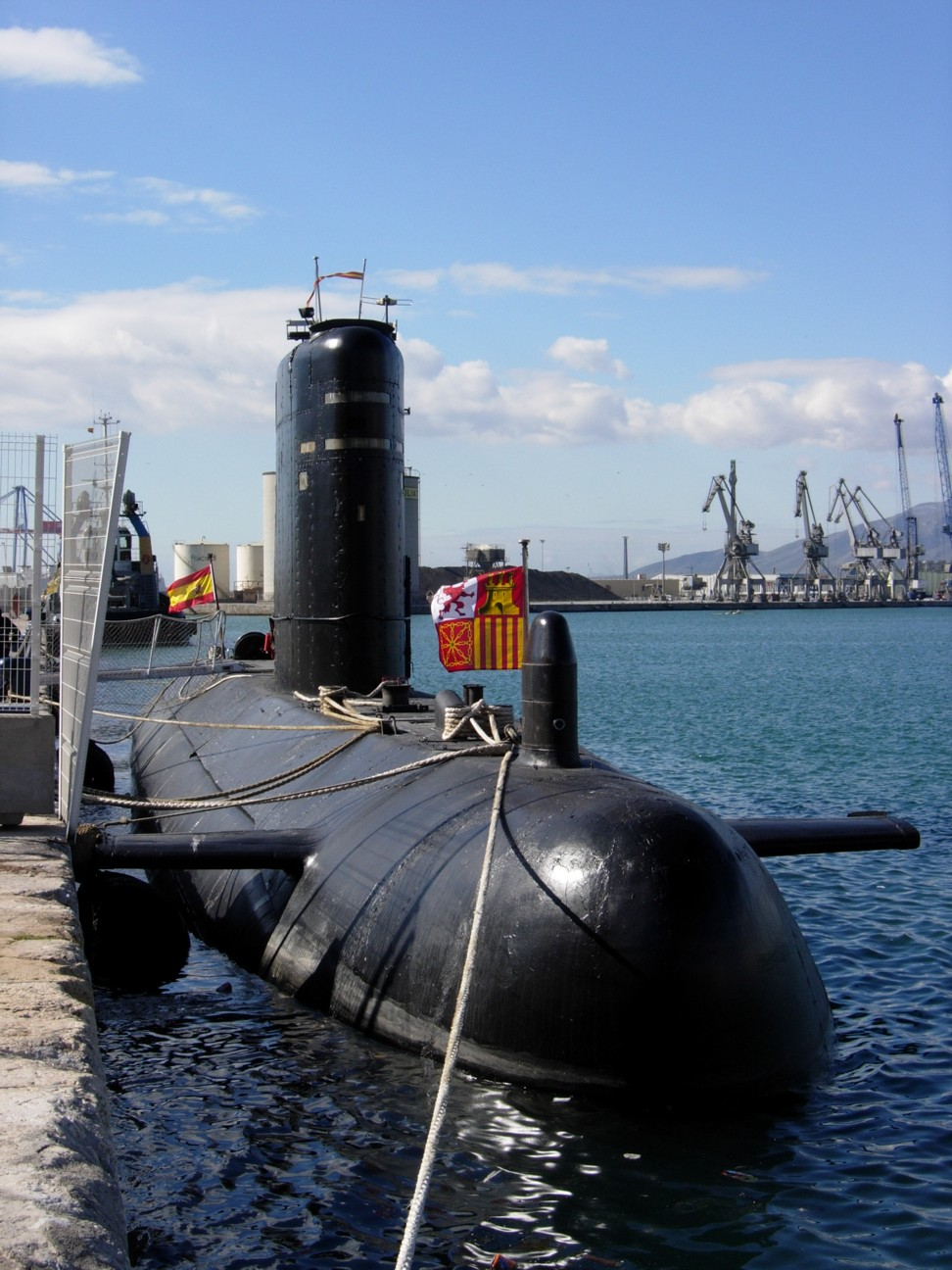
Tramontana (S-74)

 Armada Espanhola (bandeira usada de 1785 a 1934).

 Armada Espanhola (bandeira usada de 1934 - atual).

## Submarino Torpedeiro Peral
- Submarino Torpedeiro Isaac Peral 1888 - 1890. Preservado em Cartagena

## Classe Isaac Peral
- Isaac Peral (A-0) 1917 - 1932.

## Classe de submarinos espanhóis A
- - Narciso Monturiol (A-1) 1917 - 1934
  - Cosme Carcía (A-2) 1917 - 1931
  - A-3 1917 - 1932

## Classe de submarinos espanhóis B
- - B-1 Desde 1922 a 1940
  - B-2 Desde 1922 a 1952
  - B-3 Desde 1922 a 1940
  - B-4 Desde 1923 a 1941
  - B-5 Desde 1925 a 1936
  - B-6 Desde 1926 a 1936

## Classe de submarinos espanhóis C
- - Isaac Peral (C-1) 1928 - 1950
  - C-2 1928 - 1951
  - C-3 1928 - 1936 afundado pelo U-34
  - C-4 1928 - 1946 abordado pelo destructor Lepanto (L)
  - C-5 1928 - 1937 desaparecido
  - C-6 1928 - 1937 afundado

## Classe de submarinos espanhóis D
- - D-1 rebatizado S-11. 1947 - 1965
  - D-2 rebatizado S-21. 1951 - 1971
  - D-3 rebatizado S-22. 1954 - 1971

## Classe Italiana General Mola
- - General Mola ex-Arquimede. 1937 - 1958
  - General Sanjurjo ex-Torricelli. 1937 - 1958

## Classe de submarinos espanhóis G
- - 6 unidades (G-1 a G-6) Tipo VIIC construídos na Espanha sob licença; projeto cancelado, só um lançado.
  - G-7; rebatizado S-01 (tipo VIIC) ex-U-573 1942 - 1970.

## Classe espanhola Foca
- - SA-41 1963 - 1967. Preservado em Mahón.
  - SA-42 1963 - 1967. Preservado na Base Isaac Peral, Cartagena.

## Classe espanhola Tiburón
- - SA-51 1966. Preservado na frente do Museo de la Ciencia de Barcelona.[1]
  - SA-52 1966. Preservado na Base Isaac Peral, Cartagena.

## Classe de submarinos espanhóis Balao
- - Almirante García de los Reyes (S-31) ex-USS Kraken (SS-370) 1959 - 1982.
  - Isaac Peral (S-32) ex-USS Ronquil (SS-396) (Guppy IIA). 1971 - 1987.
  - Narciso Monturiol (S-33) ex-USS Picuda (SS-382) (Guppy IIA). 1972 - 1977.
  - Cosme García (S-34) ex-USS Bang (SS-385) (Guppy IIA). 1972 - 1983.
  - Narciso Monturiol (S-35) ex-USS Jallao (SS-368) (Guppy IIA). 1974 - 1984.

## Classe espanhola Delfín
Modelos franceses da Classe Daphné feitos sob licença.
- - Delfín (S-61) 1973 - 2003. Preservado como navio em um museu em Torrevieja, Alicante
  - Tonina (S-62) 1973 - 2005.
  - Marsopa (S-63) 1975 - 2006.
  - Narval (S-64) 1975 - 2003.

## Classe espanhola Galerna
Modelos franceses da Classe Agosta feitos sob licença.
- - Galerna (S-71) 1983 - Ativo.
  - Siroco (S-72) 1983 - junnho de 2012.
  - Mistral (S-73) 1985 - Ativo.
  - Tramontana (S-74) 1986 - Ativo.

## Classe de submarinos espanhóis S-80
- - Isaac Peral (S-81)[2] Em construção.
  - Narciso Monturiol (S-82)[2] Em construção.
  - Cosme García (S-83)[2] Em construção.
  - Mateo García de los Reyes (S-84)[2] Em construção.